# Étienne Smulevici
Étienne Smulevici (Parigi, 13 maggio 1947) è un pilota di rally francese, specializzato nei rally raid, ha partecipato a 29 delle 33 edizioni del Rally Dakar mai disputate, portandone a termine 21.

## Biografia
Semoule (che in lingua francese vuol dire semolino), come è soprannominato Smulevici, pur non avendo mai ottenuto grandissimi piazzamenti al Rally Dakar con 28 partecipazioni e 20 arrivi detiene questi due record della corsa. Su le sue esperienze al rally raid africano, è stato scritto un libro: À 7 ans, il voulait traverser le désert... Etienne Smulevici «L'inoxydable Monsieur Dakar» di Patrick Burgel.

## Palmarès

### Rally Dakar
Tra i suoi navigatori, l'ex calciatore Raymond Kopa, il cantante Gérard Lenorman e l'ex allenatore della nazionale francese di calcio, Michel Hidalgo, quest'ultimo però non alla Dakar.
Nelle sue partecipazioni ha collezionato 8 ritiri e 21 arrivi, il miglior piazzamento è stato un 18º posto nell'edizione 2005 e in due occasioni, le prime due, è stato navigatore e non pilota.
| #  | Anno | Categoria | Navigatore                   | Mezzo               | Pos.   |
| -- | ---- | --------- | ---------------------------- | ------------------- | ------ |
| 1  | 1983 | Auto      | navigatore di Daniel Guarato | Peugeot 504 Dangel  | 39º    |
| 2  | 1984 | Auto      | navigatore di Daniel Guarato | Peugeot 504 Dangel  | 63º    |
| 3  | 1985 | Auto      |                              |                     | class. |
| 4  | 1986 | Auto      | Raymond Kopa                 | Mitsubishi Pajero   | 71º    |
| 5  | 1987 | Auto      | Jean-Claude Falaise          | Mitsubishi Pajero   | 73º    |
| 6  | 1988 | Auto      | Thierry Delli Zotti          | Mitsubishi Pajero   | 91º    |
| 7  | 1989 | Auto      | Gérard Lenorman              | Mitsubishi Pajero   | 60º    |
| 8  | 1990 | Auto      | Gérard Lenorman              | Mitsubishi Pajero   | 40º    |
| 9  | 1991 | Auto      | Gérard Lenorman              | Mitsubishi Pajero   | 91º    |
| 10 | 1992 | Auto      | Serge Serreau                | Mitsubishi Pajero   | 58º    |
| 11 | 1993 | Auto      | Charles Cuypers              | Mitsubishi Pajero   | 23º    |
| 12 | 1994 | Auto      | Tancogne                     | Mitsubishi Pajero   | Rit.   |
| 13 | 1995 | Auto      | Charles Cuypers              | Mitsubishi Pajero   | 29º    |
| 14 | 1996 | Auto      |                              |                     | Rit.   |
| 15 | 1997 | Auto      | Serge Serreau                | Mitsubishi Pajero   | 51º    |
| 16 | 1998 | Auto      | Jean-Claude Falaise          | Mitsubishi Pajero   | 32º    |
| 17 | 1999 | Auto      | Jean-Claude Falaise          | Mitsubishi Pajero   | 34º    |
| 18 | 2000 | Auto      | Jean-Claude Falaise          | Mitsubishi Pajero   | 37º    |
| 19 | 2001 | Auto      | Jean-Claude Falaise          | Nissan              | Rit.   |
| 20 | 2002 | Auto      | Jérôme Kohut                 | Nissan Navara       | Rit.   |
| 21 | 2003 | Auto      | Pascal Gambillon             | Mitsubishi Pajero   | Rit.   |
| 22 | 2004 | Auto      | Pascal Gambillon             | Nissan              | 18º    |
| 23 | 2005 | Auto      | Pascal Gambillon             | Nissan              | Rit.   |
| 24 | 2006 | Auto      | Serge Serreau                | Nissan              | 60º    |
| 25 | 2007 | Auto      | David Brousse                | Nissan              | 104º   |
| 26 | 2009 | Auto      | Jean-Jacques Martinez        | Buggy SMG           | Rit.   |
| 27 | 2010 | Auto      | Jean-Jacques Martinez        | Buggy SMG           | 40º    |
| 28 | 2011 | Auto      | Jean-Jacques Martinez        | Toyota Land Cruiser | Rit.   |
| 29 | 2012 | Auto      | Pascal Paturaud              | Proto Eurorepar     | 48º    |